# 48 av. J.-C.
Cette page concerne l'année 48 av. J.-C. du calendrier julien proleptique.

## Événements
- 24 novembre 49[1] (1er janvier 706 du calendrier romain) : début à  Rome du consulat de Caius Julius Caesar pour la seconde fois et Publius Servilius Vatia Isauricus (ou 11 octobre 49 av. J.-C.)[2]. César mène contre Pompée la campagne décisive.

- 28-29 novembre 49 (4-5 janvier du calendrier romain) : les troupes de César quittent Brundisium, passent l'Adriatique et débarquent à Palaeste (près d'Himarë) en Épire[1].
- 30-1er décembre 49 (6-7 janvier du calendrier romain) : César occupe Oricum et Apollonie ; le 5 décembre, il campe sur la rive gauche de l'Apsos (Osum)[1].

- 16 février (27 mars du calendrier romain) : Marc Antoine débarque avec ses troupes à Nymphaeum. Le 23 février, il fait sa jonction avec César[1].
- 28 février (8 avril du calendrier romain) : Pompée le Jeune attaque la flotte césarienne à Oricum[1].

- 29 janvier : début du règne de Yuandi (Yuan-ti, 75/33 av. J.-C.), empereur de Chine de la dynastie Han (fin en 33 av. J.-C.)[3]. Lettré timide et irrésolu, il laisse le pouvoir aux eunuques.

- 6 juin (17 juillet du calendrier romain) : victoire de Pompée à la bataille de Dyrrachium. César se retire en Thessalie et Pompée se lance à sa poursuite[1].
- 18 juin (29 juillet du calendrier romain) : César fait sa jonction avec les forces de Domitius Calvinus à Aiginion[1].
- 20 juin (31 juillet du calendrier romain) : prise de Gomphoi par César[1].
- 22 juin (2 août du calendrier romain) :  Pompée arrive à Larissa[1].

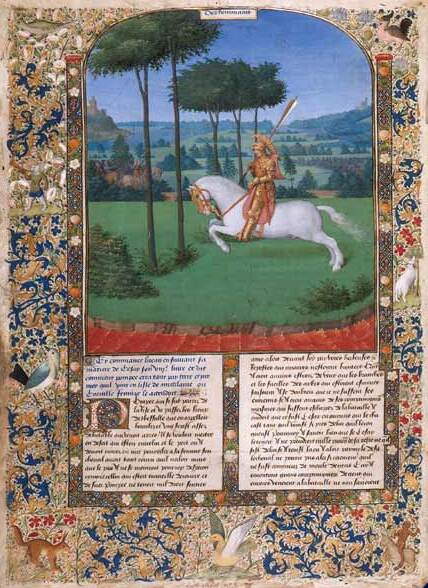
La Fuite de Pompée après la défaite de Pharsale, par Jean Fouquet, vers 1470-1475.

- 29 juin (9 août du calendrier romain) : César défait Pompée et l’armée sénatoriale à la bataille de Pharsale (Thessalie)[1].

- Été : Cléopâtre VII, réfugiée à Ascalon entre en Égypte. Dans le conflit qui l’oppose à  son frère Ptolémée XIV, elle est d'abord vaincue et prend la fuite vers Ascalon où elle trouve sans doute de nouveaux renforts. Les deux souverains se font face vers Péluse[4].

- 3 juillet (13 août du calendrier romain) : Pompée s’embarque à Amphipolis pour Mytilène, puis atteint Chypre le 11 août julien[1].

- 7 août (19 septembre du calendrier romain) : César est en Asie[1].
- 16 août (28 septembre du calendrier romain) : Pompée est assassiné à Pelusium en Égypte par les hommes de Pothin et d'Achillas, les conseillers de Ptolémée XIV[1].
- 19 août (2 octobre du calendrier romain) : Jules César débarque à Alexandrie en Égypte deux jours après l'assassinat de Pompée[1].
- 24 août (7 octobre du calendrier romain) : Jules César convoque Ptolémée XIV et Cléopâtre VII pour tenter de les réconcilier[1].
- 4 septembre (18 octobre du calendrier romain) : Octave prend la toge virile[5].
- 19 septembre (2 novembre du calendrier romain) : Achillas fait assassiner les émissaires de César pour éviter toute réconciliation entre Ptolémée XIII et Cléopâtre VII[1].
- 26 septembre (9 novembre du calendrier romain) : Achillas assiège Alexandrie[1].
- 28 septembre (11 novembre du calendrier romain) : la flotte lagide est incendiée dans le port d’Alexandrie par César[1]. 
  - L’incendie ravage la majeure partie de la Bibliothèque, détruisant environ 40 000 à 400 000 rouleaux selon les sources[6], ou selon certains chercheurs seulement un dépôt de livres destinés à l’exportation qui a été détruit pendant la bataille[7]. César contrôle Alexandrie sur terre et sur mer. Il réclame de l’aide en Asie.

- 4 octobre (17 novembre du calendrier romain) : exécution de Pothin, conseiller de Ptolémée XIV impliqué dans l'assassinat de Pompée[1].
- 18 octobre (2 décembre du calendrier romain) : Arsinoé IV fait exécuter Achillas et nomme l'eunuque Ganymède au commandement de l'armée égyptienne qui assiège Alexandrie[1].
- 26 octobre (10 décembre du calendrier romain) : arrivée à l'ouest d'Alexandrie d'une flotte de secours amenant la XXXVIIe légion. Le lendemain César doit livrer une bataille navale pour la rejoindre[1].

- 13 novembre (28 décembre du calendrier romain) : victoire de Pharnace II, roi du Pont, sur les troupes romaines de Domitius Calvinus à la bataille de Nicopolis[1].
- 14 novembre (29 décembre du calendrier romain) : le légat Aulus Gabinius arrive en Illyrie[1].

## Naissances
- Lucius Calpurnius Piso Frugi, homme politique et général romain.

## Décès
- 10 janvier : Xuan, empereur de Chine de la dynastie Han[3].
- 28 septembre : Pompée est assassiné en Égypte sur ordre de Ptolémée XIV et de ses conseillers.